# Nádúr
Nádúr – szesnasty album studyjny irlandzkiego zespołu Clannad. Jest to pierwszy album zespołu od wydanego w 1997 ''Landmarks'' oraz pierwszy album nagrany przez zespół w pełnym składzie (z udziałem Póla Brennana) od 1989 r.
Album ukazał się w kilku wersjach: CD, MP3 oraz winyl.
Tytuł albumu w języku irlandzkim oznacza "naturę".

## Spis utworów
| Tytuł                          | Kompozytor                                       | Czas trwania |
| ------------------------------ | ------------------------------------------------ | ------------ |
| Vellum                         | Ciarán Brennan & Martin Swords                   | 4:47         |
| Rhapsody na gCrann             | Ciarán Brennan, Pól Brennan & Cathal Ó Searcaigh | 3:12         |
| TransAtlantic                  | Pól Brennan, Ciarán Brennan & Colum McCann       | 3:57         |
| Turas Dhomsa Chon na Galldachd | Trad. Arr. Ciarán Brennan & Pól Brennan          | 3:02         |
| Brave Enough                   | Pól Brennan & Tara Byrne                         | 4:12         |
| The Fishing Blues              | Ciarán Brennan                                   | 3:19         |
| Lámh ar Lámh                   | Moya Brennan & Pól Brennan                       | 3:43         |
| Tobair an tSaoil               | Moya Brennan & Aisling Jarvis                    | 3:33         |
| A Song In Your Heart           | Moya Brennan & Aisling Jarvis                    | 3:37         |
| A Quiet Town                   | Noel Duggan                                      | 3:15         |
| Hymn (To Her Love)             | Ciarán Brennan                                   | 4:49         |
| Setanta                        | Pádraig Duggan                                   | 4:30         |
| Cití na gCumann                | Trad. Arr. Ciarán Brennan & Pól Brennan          | 4:55         |
| River of Dreams (bonus iTunes) |                                                  | 4:02         |